# Yvonne Ribi

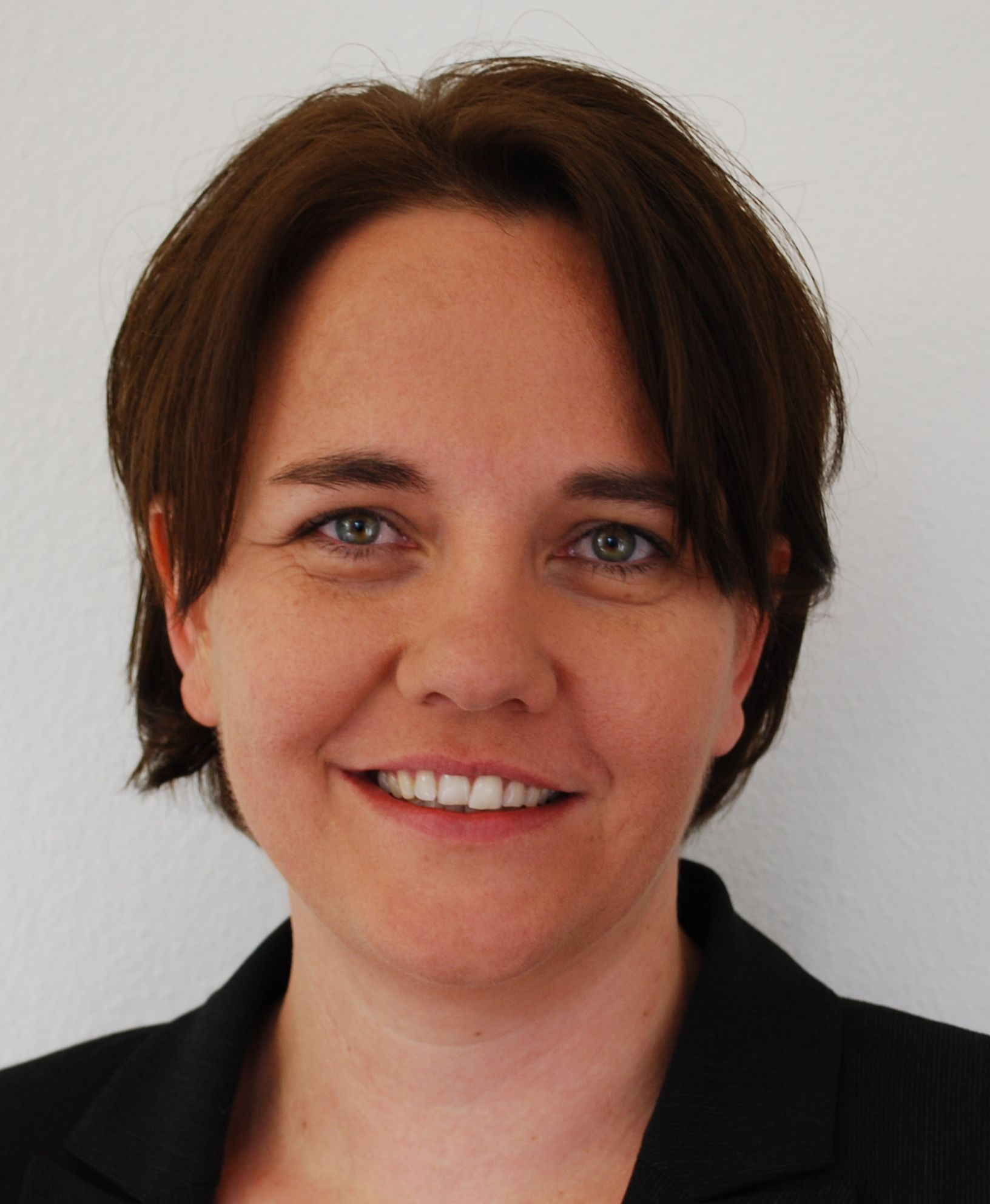
Yvonne Ribi

Yvonne Ribi (* 27. August 1976) ist eine Schweizer Pflegefachfrau und Geschäftsführerin des Schweizer Berufsverbands der Pflegefachfrauen und Pflegefachmänner SBK. Sie ist in Berlingen (TG) aufgewachsen.

## Aktuelle Positionen
Yvonne Ribi ist seit Juli 2012 Geschäftsführerin der Schweizer Berufsverbands der Pflegefachfrauen und Pflegefachmänner SBK. Sie ist verantwortlich für die operative Führung des Verbands, der mit rund 25'000 Mitgliedern zu den grössten Berufsverbänden des Schweizerischen Gesundheitswesens gehört. Sie ist zudem Vizepräsidentin der Schweizerischen Gesellschaft für Gesundheitspolitik (SGGP), sowie Institutsrätin des Instituts für Verbands-, Stiftungs- und Genossenschaftsmanagement (VMI).

## Werdegang
Yvonne Ribi erlangte 1998 ihr Diplom als Pflegefachfrau DNII an der Thurgauisch-Schaffhausischen Schule für allgemeine Krankenpflege (TSKS), Frauenfeld (heute Bildungszentrum für Gesundheit und Soziales Thurgau). Von 1998 bis 2007 arbeitete sie im Universitätsspital Zürich auf der Klinik für Unfall- und Wiederherstellungschirurgie in verschiedenen Positionen. Ab 2003 bis 2009 war sie Geschäftsführerin der Sektion SG TG AI AR des SBK. Seit 2009 arbeitet sie für den SBK Schweiz, zunächst als Fachassistentin, von 2011 bis 2012 als stellvertretende Geschäftsführerin und seit 2013 ist sie Geschäftsführerin des Verbands. Sie verfügt über einen Executive Master in Business Administration (MBA) der Universität Freiburg (Abschluss 2011).

## Ehrungen
Von der Organisation Women in Global Health wurden Yvonne Ribi und Sophie Ley für ihre Verdienste rund um die gewonnene eidgenössische Volksinitiative "Für eine starke Pflege (Pflegeinitiative)" der Award "Heroine of Global Health" verliehen. Die Preisübergabe fand am 17. Oktober 2022 in Berlin am Rande des World Health Summit statt. Der International Council of Nurses ICN (Weltverband der Pflegefachpersonen) hat die beiden für den Award auf Grund ihres erfolgreichen politischen Leaderships nominiert.